# Windows Server 2025
Windows Server 2025 és la catorzena i actual versió principal del sistema operatiu Windows NT produïda per Microsoft que es publicarà sota la marca Windows Server. Va ser llançat l'1 de novembre de 2024
Microsoft va anunciar que la funció de comanda sudo estaria disponible per a Windows Server 2025. Tanmateix, amb el llançament de la compilació 26052 de Windows 11, més tard va confirmar que la funció estaria disponible exclusivament a Windows 11. No obstant això, alguns usuaris van trobar rastres de la comanda sudo a la vista prèvia. Microsoft va declarar que es va afegir per accident i que es desactivaria en futures versions. També hi ha actualitzacions disponibles des de Windows Server 2012 R2 a Windows Server 2022.

## Característiques
El Windows Server 2025 té les següents característiques:
- Server Flighting, la possibilitat d'actualitzar a una nova versió mitjançant Windows Update[6][7]
- Subscripció de pagament per ús[8]
- SMB sobre QUIC[8]
- Pegats en calent[9]
- Gestor de paquets de Windows[10]

## Requisits de maquinari
Requisits mínims de maquinari per a Windows Server 2025
| Maquinari         | Requisit mínim |
| ----------------- | --- |
| CPU               | processador x86-64-v2 |
| RAM               | 512 MB per a Server Core o 2 GB per a Server amb experiència d'escriptori |
| Espai al disc dur | Almenys 32 GB d'espai lliure |
| Pantalla          | Resolució de 1024 x 768 píxels (només és obligatori per a certes funcions) |
| Xarxa             | - Un adaptador sense fil compatible amb 802.11, o - Un adaptador Ethernet amb una capacitat de transferència d'almenys 1 Gbit per segon, o bé - Targeta NIC amb un ample de banda mínim d'1 Gbit |
| Firmware          | Sistema i firmware basats en UEFI 2.3.1c que admeten l'arrencada segura (només cal per a certes funcions)                                                                                        |
| Seguretat         | Mòdul de plataforma de confiança 2.0 (només obligatori per a certes funcions) |